# Jonathan Gruden
Jonathan Gruden (Rochester Hills, Míchigan, 4 de mayo de 2000) es un jugador profesional estadounidense de hockey sobre hielo que se desempeña en la posición de centro en Pittsburgh Penguins, equipo de la National Hockey League (NHL).

## Carrera
Fue seleccionado en la cuarta ronda en la NHL Entry Draft de 2018. En 2022 hizo su debut profesional con el equipo Pittsburgh Penguins, donde lleva jugando dos temporadas.